# Osachila tuberosa
Osachila tuberosa är en kräftdjursart som beskrevs av William Stimpson 1871. Osachila tuberosa ingår i släktet Osachila och familjen Hepatidae. Inga underarter finns listade i Catalogue of Life.